# Concepción de la Vega
Concepción de la Vega ist die Hauptstadt der gleichnamigen Provinz La Vega in der Dominikanischen Republik.
Die Stadt liegt unweit der Ruinen von La Vega Vieja (dt. das alte La Vega). La Vega Vieja war nach La Isabela die zweite planmäßige europäische Siedlungsgründung in Amerika.

## Geografie
Die Stadt liegt im Tal La Vega Real (auch Cibao genannt) am Ufer des Flusses Rio Camú.

## Geschichte
Der Ort entstand neben der Festung Nuestra Señora de la Concepción, die Christoph Kolumbus 1495 nach einem Sieg über die Taíno-Indianer bauen ließ. Durch den Zustrom spanischer Einwanderer nach 1502, die durch Gold angelockt wurden, nahm die Bevölkerung der kleinen Siedlung schnell zu. La Vega Vieja wurde zur ersten Boomtown in Amerika und lief der 1496 gegründeten Hauptstadt Santo Domingo bald den Rang als wichtigste Stadt der Insel ab.
Zwischen 1512 und 1525 wurde ein neues, steinernes Fort gebaut. Die Stadt beherbergte auch eine Kathedrale, eine Goldschmiede, ein Krankenhaus, ein Kloster und hatte mehrere tausend einheimische und spanische Bewohner. Die Einwohner der Stadt waren die Ersten, die in Amerika Zuckerrohr anbauten.
Aber bereits um 1520 zeichnete sich das Ende des Goldvorkommens ab. Immer mehr Menschen verließen die Stadt. Ein Großteil der einheimischen Bevölkerung starb an den Folgen der Ausbeutung durch die Spanier oder durch eingeschleppte Krankheiten. 1562 wurde die Stadt durch ein Erdbeben zerstört. Die Überlebenden gründeten in der Nähe eine neue Stadt, das heutige La Vega. Von der ersten Siedlung La Vega Vieja sind nur noch Grundmauern erhalten.
Seit 1953 ist die Stadt Sitz des römisch-katholischen Bistums La Vega, dessen Zentrum die Catedral de la Inmaculada Concepción (Kathedrale der Unbefleckten Empfängnis [Mariens]) ist.

## Allgemeines

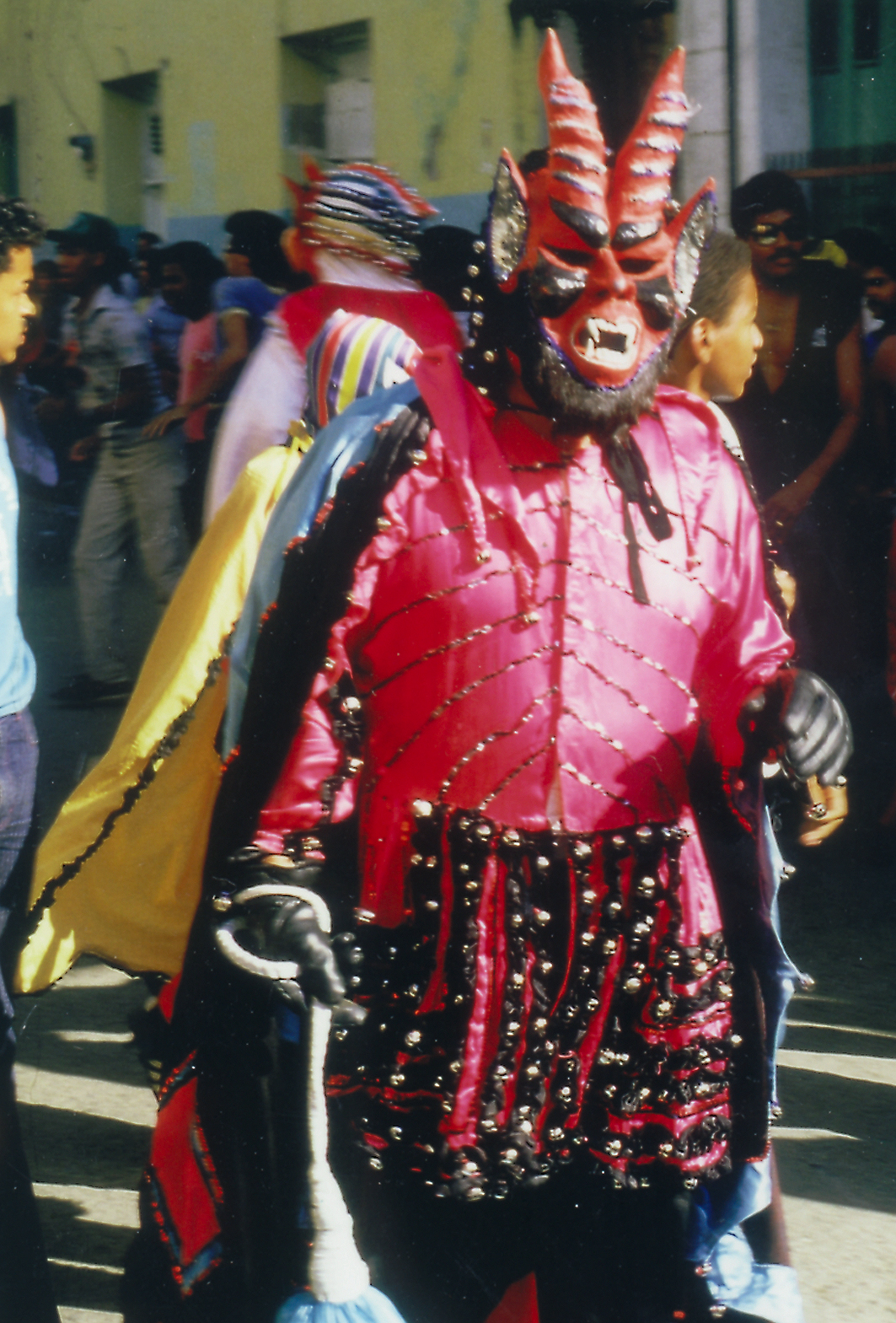
Klassisches Karnevalskostüm in La Vega, 1987

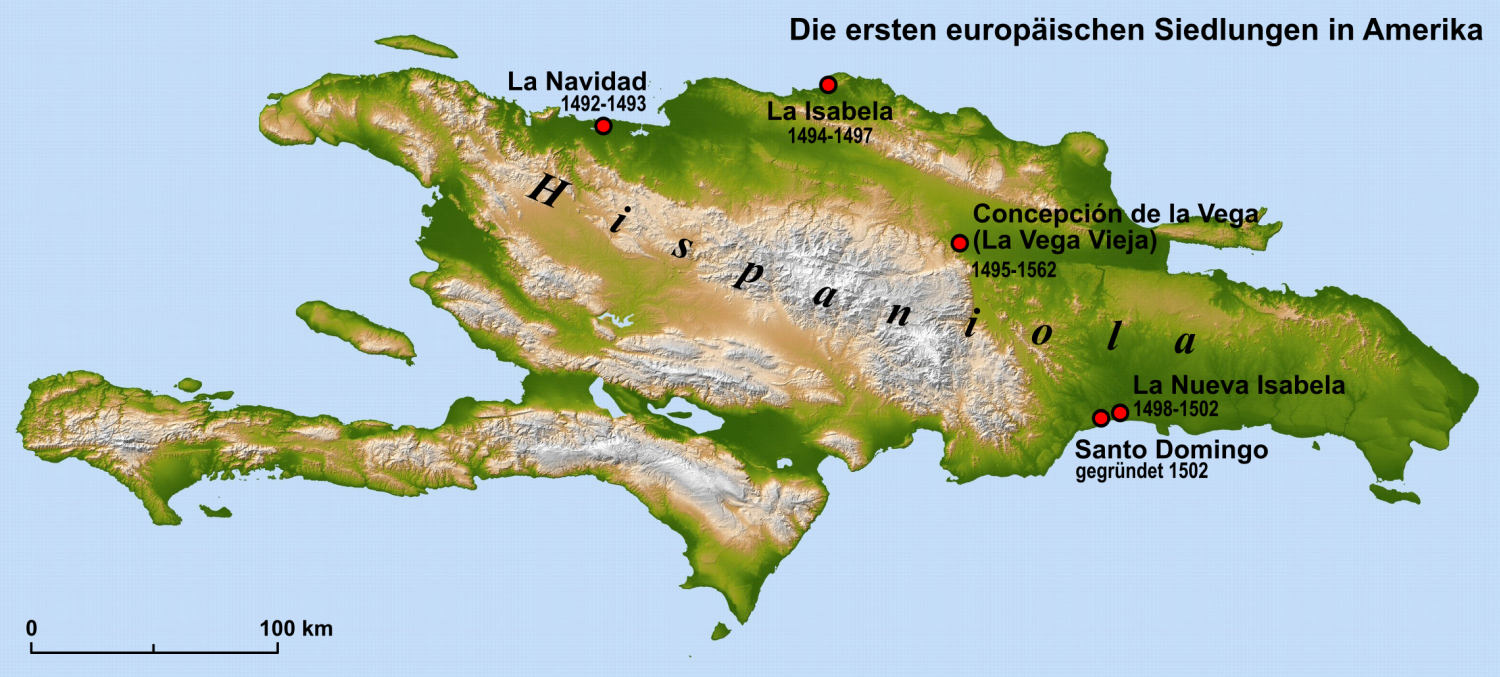
Erste europäische Siedlungen in Amerika auf Hispanola: Concepción de la Vega im Innern der Insel

La Vega ist bekannt für seinen Karneval, der jeden Sonntag Nachmittag im Februar in der Innenstadt in den Straßen Calle Horacio Rodriguez und Calle Juan Bosch stattfindet. Um 16 Uhr erscheinen in bunten Kostümen und lackierten Masken die so genannten Diablo Cojuelos (dt. hinkende Teufel), die das Recht haben, unliebsame Personen mit Luft gefüllten Ballonen und Saublasen durch Schläge auf den Hintern zu strafen. Die Kostümträger sind in zahlreichen Gruppen organisiert und von der Karnevalsunion (UCAVE Unión carnavalesca vegana) geführt. Es bestehen strenge Reglements, wie die aus Gummi nachgebildeten Saublasen (vejigas) als Schlagwerkzeuge ausgestattet sein dürfen (um Verletzungen zu vermeiden) und wie die Auftritte der Diablos vonstattengehen müssen. Der Carnaval vegano geht – wie der Karneval generell – auf Bräuche des antiken Europas (insbesondere die römischen Saturnalien) zurück; er hatte früher in seiner Urtümlichkeit eine gewisse Ähnlichkeit mit der schwäbisch-alemannischen Fasnet. Die Ursprünglichkeit des Carnaval vegano wurde jedoch seit Mitte der 1980er Jahre durch die Kommerzialisierung verändert und der Karneval deutlich vergrößert. Ab dem zweiten Karnevals-Sonntag sind oft mehr als 100.000 Besucher in der Stadt.
In der Nähe von La Vega befindet sich der Wallfahrtsort Santo Cerro (Heiliger Hügel), dessen Kirche aus Steinen von La Vega Vieja erbaut wurde. Der Legende nach soll hier die Jungfrau Maria den Spaniern vor einer Schlacht gegen die Taínos im Jahr 1495 erschienen sein und ihnen den Sieg verheißen haben. Heute finden hier jährlich am 24. September Prozessionen statt.
La Vega ist ansonsten eine typisch kreolische Stadt, in deren Zentrum auch noch Holzhäuser zu finden sind. Die Stadt hatte 2010 etwa 200.000 Einwohner und gilt als die fünftgrößte Stadt des Landes. Wirtschaftlich ist sie von Bedeutung für weiterverarbeitete landwirtschaftliche Produkte, Metallverarbeitung und eine Bierbrauerei.

## Söhne und Töchter der Stadt
- José Ovidio García (1862–1919), Klarinettist, Dirigent und Musikpädagoge
- Rafael Martínez Alba (1896–1989), Dirigent und Musikpädagoge
- Ramón Benito Ángeles Fernández (* 1949), römisch-katholischer Geistlicher, Weihbischof in Santo Domingo
- Sandy Reyes, Sänger
- José Reynaldo Bencosme de Leon (* 1992), italienischer Leichtathlet
- Christian Schoissengeyr (* 1994), österreichischer Fußballspieler